# レジェンドレーシングドライバーズクラブ
レジェンドレーシングドライバーズクラブ（Legend Racing Drivers Club）は、日本の元レーシングドライバーやモータースポーツ関係者によって組織される任意団体。旧称はゴールドスタードライバーズクラブ（Gold Star Drivers Club of Japan）。

## 概要
第1回日本グランプリの開催から50周年にあたる2013年4月に発足。モータースポーツジャパンを主催する日本モータースポーツ推進機構が中心となり、発起人には同機構理事長の日置和夫、自動車ジャーナリストの大久保力、元レーシングドライバーの高橋国光の3名が名前を連ねた。
設立の目的（後述）を見てもわかるように、過去の名ドライバーたちを称えることが主な目的となっており、プロ野球における日本プロ野球名球会などに相当する組織といえる。
2017年12月の総会で、クラブ名称を現在のものに改めた。2018年からは、毎年10～11月頃に会員によるワンメイクレース「レジェンドカップ」を主催している。

## 設立の目的
- 長い歴史の中で生まれた、輝かしい栄光と誇りを持つレーサー/レーシングドライバーを選定し讃えること。
- 組織会員同士及び社会との交流の場を作り、過去のモーターレーシングの歴史を残し後世に伝えること。
- 歴史と経験を語り継ぎ、モータースポーツの更なる発展と社会に貢献する活動の母体となること。

(以上クラブ公式サイトより引用）

## 入会資格
入会には以下の条件を満たした上で入会手続きを行う必要がある。（以下は2025年6月現在）
1. 現役ドライバーではないこと
2. 以下のいずれかの条件を満たすこと
  1. 1973年以前の主要ワークスドライバー
  2. 国内トップフォーミュラ（全日本F2000選手権→全日本F2選手権→全日本F3000選手権→フォーミュラ・ニッポン→スーパーフォーミュラ）で、シリーズランキング6位以内の経験者
  3. 富士グランチャンピオンレース（富士GC）[5]で、シリーズランキング6位以内の経験者
  4. 全日本耐久選手権→全日本スポーツプロトタイプカー耐久選手権（JSPC）で、シリーズランキング6位以内の経験者
  5. 富士ロングディスタンスシリーズで、チームランキング6位以内の経験者（ただしTS1300クラスは除く）
  6. 2000年以前の全日本GT選手権（JGTC）で、シリーズランキング6位以内の経験者
  7. 2000年までのFIA国際選手権、欧州F2/F3000、IMSA、インディカー、マカオグランプリ等決勝出場者
  8. その他、役員会が許可した者

## 役員
※2024年11月現在。故人は斜字で示す。
- 名誉会長：大久保力
- 会長：寺田陽次郎
- 副会長：高橋晴邦、長谷見昌弘、鮒子田寛
- 役員：多賀弘明、舘信秀、関谷正徳、柳田春人

### 過去の役員
- 名誉会長：難波靖治
- 役員：砂子義一、高橋国光

## 会員
※2025年6月現在、役員は除く。
- 漆原徳光
- 大岩湛矣
- 大森祥吾
- 岡本安弘
- 片桐昌夫
- 片山右京
- 北野元
- 北原豪彦
- 桑島正美
- 黒澤琢弥
- 近藤真彦
- 櫻井一
- 佐々木秀六
- 菅原義正
- 杉崎直司
- 鈴木亜久里
- 鈴木利男
- 関根基司
- 関谷正徳
- 袖山誠一

- 武智勇三
- 津々見友彦
- 戸谷千代三
- 長坂尚樹
- 中嶋悟
- 中谷明彦
- 野田英樹
- 服部茂章
- 服部尚貴
- 福山英朗
- 藤井修二
- 古谷直広
- 星野一義
- 松浦賢
- 松下弘幸（ヒロ松下）
- 見崎清志
- 米村太刀夫

### 永世(物故)会員
2025年現在、過去に会員のまま死去した人物については「永世(物故)会員」として、通常の会員とは別扱いとしている。
- 大坪善男
- 歳森康師
- 清水正智
- 武智俊憲
- 田村三夫
- 都平健二
- 松本恵二

### 退会者
過去に会員だった記録があるものの、現在クラブ公式サイトに名前がない者。
- 岡田秀樹
- 影山正彦
- 久保田洋史
- 黒澤元治
- 桑原彰
- 真田睦明
- 篠原孝道
- 鈴木恵一
- 高木虎之介
- 高橋利昭
- 藤田直廣
- 細谷四方洋
- 吉田隆郎